# Drobyschewe
Drobyschewe (ukrainisch Дробишеве; russisch Дробышево/Drobyschewo) ist eine Siedlung städtischen Typs im Osten der Ukraine in der Oblast Donezk mit etwa 3000 Einwohnern.
Die Siedlung befindet sich im Südwesten des ehemaligen Rajons Lyman, etwa 7 Kilometer nordwestlich vom ehemaligen Rajonszentrum Lyman und 117 Kilometer nördlich vom Oblastzentrum Donezk entfernt am Flüsschen Sucha Plotwa (Суха Плотва) gelegen. Südwestlich des Ortes verläuft die Bahnstrecke Charkiw–Horliwka mit dem Bahnhof Forpostna. Der Ort wurde 1687 als Sloboda gegründet und erhielt 1938 den Status einer Siedlung städtischen Typs.
Am 23. Juli 2015 wurde die Siedlung ein Teil der Stadtgemeinde Lyman; bis dahin bildete sie zusammen mit dem Dorf Derylowe (Дерилове) die Siedlungsratsgemeinde Drobyschewe (Дробишевська селищна рада/Drobyschewska selyschtschna rada) im Südwesten des Rajons Lyman.
Seit dem 17. Juli 2020 ist sie ein Teil des Rajons Kramatorsk.
Während des Überfalls Russland auf die Ukraine 2022 wurde der Ort im Mai von russischen Kräften erobert, im Rahmen der Gegenoffensive der ukrainischen Streitkräfte am 30. September 2022 wieder zurückerobert.